# Charles Vilain XIIII
Il visconte Charles Ghislain Guillaume Vilain XIIII (Bruxelles, 15 maggio 1803 – Leuth, 16 novembre 1878) è stato un politico belga della nobile famiglia dei Vilain XIIII (pronunciato "Vilain Quatorze").
Di forti tendenze cattoliche, era fiero oppositore delle politiche di Guglielmo I dei Paesi Bassi, sostenendo che fossero eccessivamente dispotiche, in particolare riguardo alla libertà di insegnamento.
Nel 1831 divenne membro del Congresso Nazionale, e portò lì le sue battaglie in difesa delle libertà minacciate e del monocameralismo belga. Votò a favore della candidatura di Auguste de Leuchtenberg al trono del Belgio, ma decise poi di appoggiare Léopold de Saxe-Cobourg-Gotha, ritenendolo più capace come regnante.
In seguito fu nominato ambasciatore presso la Santa sede e gli altri stati italiani  (1832-1834), incarico rinnovato per il periodo 1835-1839). Divenne quindi vicepresidente della Camera belga (1843-1847 e 1852-1855). Infine raggiunse l'apice della carriera politica con la nomina nel 1855 a ministro per gli affari esteri, posto che occupò per due anni -fino al 1857- difendendo ancora una volta le libertà del popolo belga contro le pressioni di Napoleone III. Lasciato il ministero, restò deputato fino alla morte, avvenuta nel 1878.